# Magnétosphère
La magnétosphère est la région entourant un objet céleste dans laquelle les phénomènes physiques sont dominés ou organisés par son champ magnétique.
Toute planète dotée d'un champ magnétique (Mercure, la Terre, Jupiter, Saturne, Uranus et Neptune) possède sa propre magnétosphère.  Vénus ne possède pas de champ magnétique interne et ne forme donc pas de véritable magnétosphère autour d'elle. Sur Mars, on a observé des anomalies magnétiques locales dans l'écorce planétaire, restes présumés d'un champ magnétique ancien de nos jours disparu. Le terme « magnétosphère » est aussi utilisé pour décrire une région dominée par des champs magnétiques de plusieurs objets célestes.
La magnétosphère terrestre est située au-delà de l'ionosphère, c'est-à-dire au-dessus de 800 à 1 000 km d'altitude. S'il n'y avait pas de vent solaire, la forme des lignes de champ magnétique de la Terre serait comparable à celles autour d'un aimant droit isolé. Ce champ, essentiellement dipolaire jusqu'à une distance d'environ dix rayons terrestres de la surface de la Terre, est suffisamment intense pour dévier les particules chargées du rayonnement cosmique et du vent solaire. Elles sont contraintes de s'écouler le long de sa surface extérieure (la magnétopause) comme la rivière qui s'écoule autour d'une pile de pont. Cependant, si la pression exercée par le courant d'eau ne déforme pas la pile de pont, la pression dynamique exercée par le vent solaire déforme la magnétopause, laquelle s'y oppose grâce à la pression magnétique exercée par le champ magnétique qu'elle enferme. La déformation induite par le vent solaire donne à la magnétosphère terrestre l'allure d'une queue de comète, les lignes de champ magnétiques planétaires étant étirées dans la direction opposée au Soleil, comme le montre schématiquement la figure ci-dessous.  

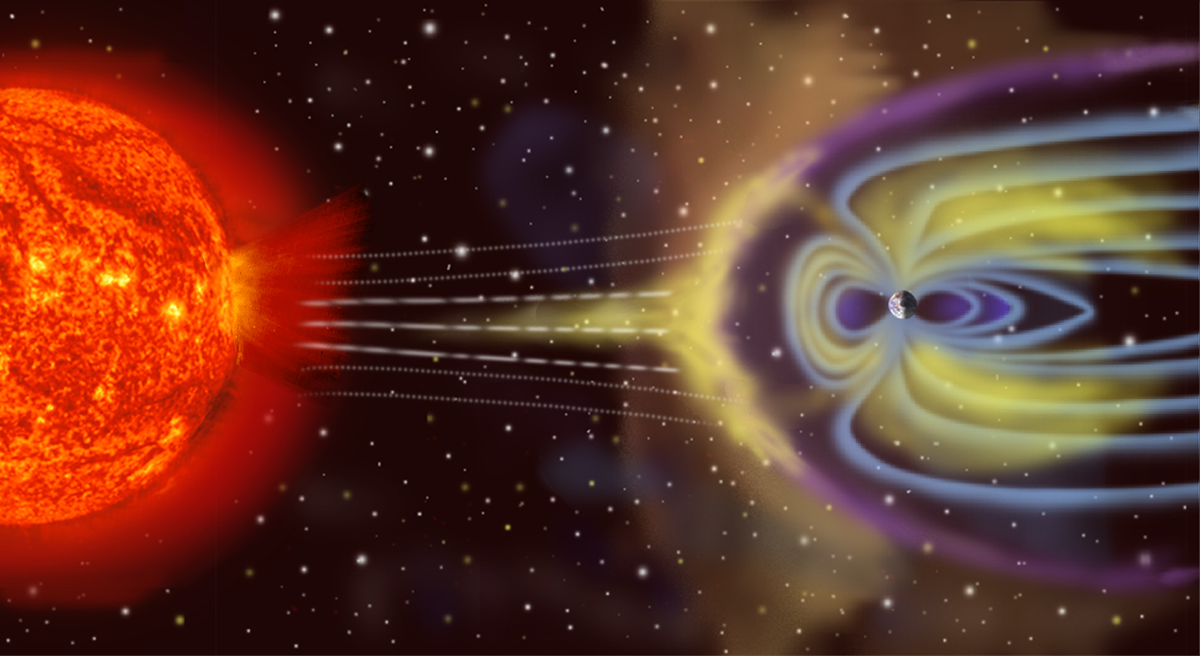
Vue artistique de la magnétosphère terrestre déviant le vent solaire (l'échelle n'est pas respectée).

## Histoire du concept
À partir de la fin du XIXe siècle l'observation d'éruptions solaires et leurs liens avec des perturbations du champ magnétique terrestre conduit à faire l'hypothèse que des courants électriques s'écoulent dans l'espace.
Cette hypothèse est le point de départ du modèle physique décrivant la formation d'une magnétosphère résultant de l'interaction du champ magnétique terrestre avec un flux de particules électriquement chargées issues du Soleil. Ce premier modèle a été établie par Sydney Chapman et Vincenzo Ferraro en 1931,. Des modèles semi-empiriques bien plus réalistes de la magnétosphère terrestre ont été ultérieurement publiés par Nikolai Tsyganenko .
La magnétosphère de la Terre a été découverte en 1958 par la sonde Explorer 1 durant l'année géophysique internationale (IGY, international geophysical year). 
En 1959, Thomas Gold proposa le terme de « magnetosphere », quand il écrivit :

« La région au-dessus de la ionosphère dans laquelle le flux magnétique de la Terre a un contrôle dominant sur les gaz et particules chargées rapides est connue pour s'étendre sur une distance de 10 fois le rayon terrestre; son nom approprié pourrait être magnétosphère. »

— Thomas Gold, Journal Geophysical Results LXIV. 1219/1

## Structure

Structure de la magnétosphère terrestre.

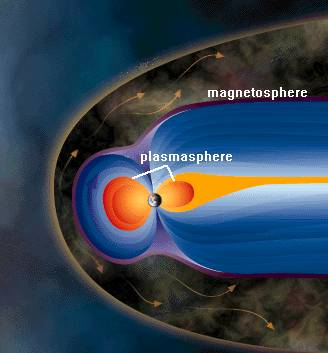
Localisation de la plasmasphère terrestre.

Le Soleil se trouve en dehors de la figure, sur la gauche. Le vent solaire est représenté par trois flèches parallèles mais, en réalité, il s'écoule de part et d'autre de la magnétosphère, la limite entre celle-ci et le milieu interplanétaire étant la magnétopause (repère Mp) qui se trouve à environ 60 000 km de la Terre (nota : la figure n'est pas à l'échelle). En avant de la magnétopause se trouve la surface de choc (repère S), lieu où le plasma solaire est ralenti et chauffé avant de s'écouler dans la magnétogaine (repère Mg), zone de turbulence comprise entre la surface de choc et la magnétopause. Dans les régions polaires, du côté du Soleil (côté jour), se trouvent les cornets polaires (repère Cp). Les cornets polaires agissent comme des entonnoirs dans lesquels les particules électrisées du vent solaire peuvent pénétrer et provoquer l'apparition d'aurores polaires. Les aurores, boréales dans l'hémisphère nord, australes dans l'Antarctique, se forment dans les zones aurorales nord et sud : la ionosphère (repère Za).
Du côté nuit, les lignes de champ ne se referment pas et constituent la queue avec le feuillet neutre et la couche de plasma. La queue s'étire à plus de 400 000 km dans la direction opposée au Soleil.
À moins de quelques milliers de kilomètres de la surface terrestre se trouve une zone annulaire (repère Zp) placée dans le plan de l'équateur magnétique dans laquelle des particules électrisées, protons et électrons provenant du vent solaire, peuvent se retrouver piégées par le champ magnétique. C'est là que se forment les ceintures de Van Allen ou ceintures de radiations.
On distingue également la plasmasphère (visualisable sur la deuxième figure), région toroïdale constituée de plasma froid et dense, dont la limite extérieure est appelée plasmapause. Lors de périodes de forte activité, telles des orages magnétiques, des morceaux entiers de plasma se détachent de celle-ci et sont éjectés vers la magnétosphère externe.